# Sjan van Dijk
Adriana Francisca Johanna Maria van Dijk (conocidea como Sjan van Dijk; Middelbeers, 4 de febrero de 1964) es una deportista neerlandesa que compitió en tiro con arco, en la modalidad de arco recurvo.
Ganó una medalla de bronce en el Campeonato Europeo de Tiro con Arco al Aire Libre de 1996 y una medalla de plata en el Campeonato Europeo de Tiro con Arco en Sala de 1989, ambas en la prueba de equipo.

## Palmarés internacional
| Campeonato Europeo al Aire Libre | Campeonato Europeo al Aire Libre | Campeonato Europeo al Aire Libre | Campeonato Europeo al Aire Libre |
| Año                              | Lugar                            | Medalla                          | Prueba                           |
| -------------------------------- | -------------------------------- | -------------------------------- | -------------------------------- |
| 1996                             | Kranjska Gora (Eslovenia)        | Medalla de bronce                | Equipo                           |
| Campeonato Europeo en Sala       |                                  |                                  |                                  |
| Año                              | Lugar                            | Medalla                          | Prueba                           |
| 1989                             | Atenas (Grecia)                  | Medalla de plata                 | Equipo                           |